# Afrophlaeoba euthynota
Afrophlaeoba euthynota är en insektsart som beskrevs av Nicholas David Jago 1983. Afrophlaeoba euthynota ingår i släktet Afrophlaeoba och familjen gräshoppor. Inga underarter finns listade i Catalogue of Life.